# Faro de Calaburras
Faro de Calaburras, es un faro español de tráfico aéreo marítimo. Fue el primer faro aéreo marítimo español. Fue proyectado en 1861 por el ingeniero Antonio Molina y empezó a funcionar el 31 de agosto de 1863. Situado en el punto costero llamado Punta de Calaburras, en el término municipal de Mijas, provincia de Málaga (España).

## Historia
En 1928, debido al mal estado de la torre, se construyó otra de 25 m de altura. Esta nueva torre fue dotada de un sistema avanzado de iluminación que convirtió al faro en el primero aeromarítimo de España.
Es el principal faro de la provincia, y en su edificio habita el encargado del funcionamiento de los faros de la provincia. Se utiliza para tomar buena posición de navegación, al iniciar la dirección hacia el Estrecho de Gibraltar.